# Alessandra Bassanese
Alessandra Bassanese (* 11. September 1996 in Gallarate) ist eine italienische Handballspielerin. Sie ist sowohl im Hallenhandball wie auch in der Variante Beachhandball italienische Nationalspielerin. Sie spielt auf der Position der Linksaußen-Spielerin.

## Hallenhandball
Alessandra Bassanese begann ihre Karriere im Leistungssport beim Zweitligisten HF Teramo und gehörte parallel auch dem Perspektivteam Esercito-FIGH Futura Roma an, das zunächst außer Konkurrenz in der ersten Liga spielte, danach in der ersten Liga Sloweniens und gegen andere Mannschaften des Balkans, wechselte. Ziel war die Qualifikation für die Olympischen Sommerspiele 2016 in Rio de Janeiro, die jedoch verpasst wurde. 2015 wechselte sie für vier Jahre zum Erstligisten und italienischen Rekordmeister PF Cassano Magnago und wurde nacheinander Meisterschafts-Dritte, -Vierte, -Dritte und -Achte. Hier debütierte sie 2015/16 im EHF-Pokal und schied in der zweiten Runde gegen DHK Baník Most aus. In der nächsten Saison schied sie mit ihrer Mannschaft in diesem Wettbewerb schon in der ersten Runde gegen Vipers Kristiansand aus Norwegen aus. 2018/19 spielte Bassanese mit Cassano zum dritten Mal in einem Europapokal-Wettbewerb, nun im EHF Challenge Cup. In der dritten Runde scheiterte sie mit ihrem Team am kosovarischen Vertreter KHF Istogu. 2019 wechselte Bassanese zum amtierenden Meister Jomi Salerno. Erneut konnte sie im EHF-Pokal spielen, schied aber auch mit ihrer neuen Mannschaft schon wieder früh, in der ersten Runde, gegen SCM Craiova aus Rumänien aus. Die Saison wurde aufgrund der COVID-19-Pandemie nicht zu Ende gespielt. Nach der Saison wechselte sie innerhalb der Liga zu HC Pontinia, mit dem sie in ihrer ersten Saison Sechste wurde.
Bassanese durchlief mehrere U-Nationalmannschaften Italiens. Mit der U17 scheiterte sie 2013 an der Qualifikation zur Europameisterschaft. Mit der U18 scheiterte sie ein Jahr später an der Qualifikation zur Weltmeisterschaft. Mit der A-Nationalmannschaft scheiterte sie ebenso an der Qualifikation für die Europameisterschaft 2020 Weltmeisterschaft 2021.

## Beachhandball
Im Beachhandball kam Bassanese zu ihren ersten internationalen Einsätzen im Rahmen der Junioren-Europameisterschaften 2014 in Lorca, Spanien. Italien startete mit einer Niederlage gegen Spanien in das Turnier, Bassanese war mit zehn erzielten Punkten hier beste Werferin ihrer Mannschaft. Es folgte ein Sieg über Rumänien und eine weitere Niederlage gegen Russland in der zweiten Vorrundengruppe. Als Drittplatzierte der Gruppe spielte Italien im Viertelfinale gegen die Türkei und unterlag im Shootout. Nach einer Niederlage gegen Kroatien und einem Sieg im letzten Spiel über Rumänien schloss Italien das Turnier als Siebtplatzierte Mannschaft von acht ab. Gegen Kroatien war sie gemeinsam mit Irene Stefanelli mit je sieben Punkten beste Torschützin Italiens. Bassanese spielte in allen sechs spielen und erzielte dabei 38 Punkte.

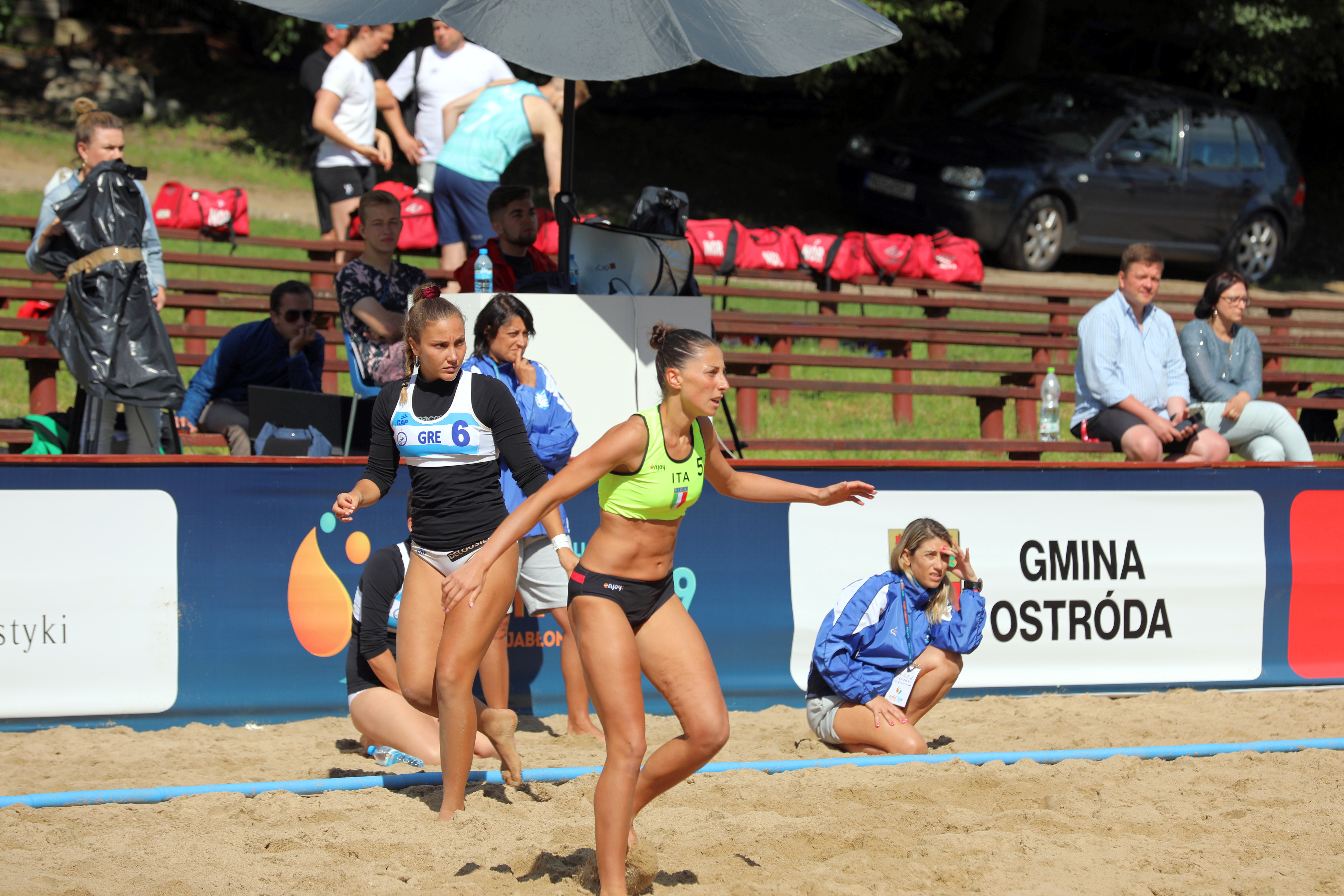
Bassanese im Vorrundenspiel gegen Griechenland bei der EM 2019; im Hintergrund Eleni-Ioanna Kerlidi

Bei den Europameisterschaften 2019 im polnischen Stare Jabłonki bestritt Bassanese ihr erstes Turnier mit der A-Nationalmannschaft. Mit Slowenien und der Schweiz konnten nur zwei Mannschaften in der Vorrunde geschlagen werden und Italien ging mit einer Hypothek von zwei Niederlagen in die Hauptrunde, wo auch die drei weiteren Spiele verloren wurden. Damit war Italien Gruppenletzte und musste in Überkreuz-Spielen um die Ränge zwischen neun und 16 spielen. Auch hier wurde zunächst im Shootout gegen die Türkei verloren, bevor gegen Portugal wieder gewonnen werden konnte. Im abschließenden Spiel um den 13. Platz unterlag Italien Frankreich und belegte den 14. Platz von 20 Mannschaften. Bassanese kam in fünf und damit der Hälfte der Spiele zum Einsatz, wobei sie zu zehn Punkten traf.
Auf Vereinsebene spielte Bassanese mit Figh Futura Roma bei den EBT-Finals 2017 und wurde mit dem Team Letzte. Mit weit mehr Erfolg nahm sie mit dem Blue Team am Beachhandball-Champions-Cup 2019 in Catania teil. Bassanese konnte mit ihrer Mannschaft bis in das Finale einziehen, wo sie der spanischen Spitzenmannschaft A M Team Almeria unterlag.